# Louis de Rye
Louis de Rye (* um 1501; † 25. August 1550) war von 1543 bis 1550 Bischof von Genf.

## Leben
Louis entstammte einem Adelsgeschlecht aus der Franche-Comté, er war der Sohn von Simon, Seigneur de Rye, Balançon und Dicey und Antoinette de La Baume, einer Tochter von Guy, Graf von Montrevel. Der Kardinal Pierre de La Baume, war ein Bruder seiner Mutter, Philibert de Rye der Nachfolger Louis’ als Bischof von Genf war sein Bruder, der Erzbischof von Besançon Ferdinand de Rye war sein Neffe.
Louis wurde 1528 Abt des Zisterzienserklosters Auberive, 1542 Prior des Cluniazenserklosters in Gigny, seit Ende 1545 war er Abt des Zisterzienserklosters Acey. Philipp de La Baume verzichtete 1543 auf das Bistum Genf, ihm folgte sein Neffe Louis, der auch Abt von Saint-Claude wurde. Nach dem Tod von Pierre de La Baume wählte das Domkapitel – das nach einer Zwischenstation in Rumilly inzwischen in Annecy residierte – 1544 François II., Vicomte von Luxembourg-Martigny zum Bischof, die Wahl wurde vom Papst zurückgewiesen, da François kein Geistlicher war.
Louis residierte nicht in Annecy, sondern hielt sich in seinen Klöstern in Saint-Claude und Gigny auf. Ein Versuch mittels der Unterstützung von Kaiser Karl V. nach Genf zurückzukehren scheiterte. 1549 stiftete er eine Kapelle in Thervay.
Louis starb am 25. August 1550, sein Körper wurde in Thervay bestattet, sein Herz im Kloster Acey.